# Pałac Steinhagena we Włocławku
Pałac Steinhagena we Włocławku – zabytkowa willa, która mieści się w zabudowie śródmiejskiej Włocławka, tuż przy spacerowym bulwarze nadwiślańskim.

## Historia
Pałac został zbudowany w latach 1923-1925 przez Alberta Bojańczyka (1850-1947). Mieszkał w niej Feliks Aleksander Steinhagen, inżynier, przemysłowiec, współudziałowiec a od 1930 r. także dyrektor włocławskiej fabryki Fabryki Celulozy i Papieru. Do Włocławka przeniósł się, wraz z rodziną, w 1932 roku. Dnia 8 maja 1935 roku podpisał z Jerzym Zygmuntem Bojańczykiem umowę, na mocy której wydzierżawił od niego na okres 3 lat (od 1 lipca 1935 r. do 1 lipca 1938 r.) nieruchomość przy ulicy Bechiego 2. W czerwcu 1936 roku wraz z żoną kupił ją od niego na własność.
Feliks Steinhagen był podporucznikiem rezerwy Wojska Polskiego, oficerem 14 Pułku Piechoty „Pomorze” oraz uczestnikiem kampanii wrześniowej 1939 r. Został ciężko ranny w bitwie nad Bzurą, zmarł 12 października 1939 r. w swoim domu w wyniku odniesionych ran. W 1999 roku został pośmiertnie odznaczony przez Prezydenta Polski Aleksandra Kwaśniewskiego Medalem „Za udział w wojnie obronnej 1939”.
W czerwcu 2011 roku, przy ul. Bechiego 2 odsłonięto tablicę pamiątkową w hołdzie wybitnemu obywatelowi miasta i patriocie. Uroczystość przygotowało Przedstawicielstwo Urzędu Marszałkowskiego Województwa Kujawsko – Pomorskiego oraz Muzeum Ziemi Kujawskiej i Dobrzyńskiej.
Przez wiele lat w pałacyku funkcjonowało przedszkole publiczne oraz obiekt mieszkalny. W okresie od lipca 2008 r.do czerwca 2009 r. budynek przebudowano w związku ze zmianą jego sposobu użytkowania na pomieszczenia biurowe i sale konferencyjne. Remont objął również modernizację ogrodu, wraz z małą architekturą – zrekonstruowano stojącą tu niegdyś fontannę.
Obecnie w odrestaurowanym pałacyku mieści się Delegatura Kujawsko-Pomorskiego Urzędu Marszałkowskiego oraz Regionalne Centrum Inicjatyw Europejskich.

## Architektura
Na zespół willi miejskiej składa się część główna budynku, dawna służbówka (ok. 1930 r.) oraz ogród z elementami małej architektury (lata 20. XX w.).  W części głównej budynku, przekrytej dachem dwuspadowym od strony ogrodu, mieściły się pomieszczenia mieszkalne właścicieli budynku, część druga budynku od strony południowo-wschodniej, prawdopodobnie pełniła funkcję ogrodu zimowego. Budynek ożywiają rozmieszczone symetrycznie pionowe płyciny zakończone ostrołukami, w których umieszczone są trójkątnie okna. W budynku zachowała się zabytkowa klatka schodowa.